# 牛頓縣 (阿肯色州)
牛頓縣（英語：Newton County）是美国阿肯色州東部的一個縣，面積2,132平方公里。根据2020年美國人口普查，共有人口7,225人。縣治賈斯珀。該縣成立於1842年12月14日，縣名紀念聯邦眾議員湯瑪斯·W·牛頓（Thomas Willoughby Newton）。